# کالین بلکلی
 کالین بلکلی (انگلیسی: Colin Blakely؛ ‏ ۲۳ سپتامبر ۱۹۳۰ – ۷ مهٔ ۱۹۸۷) بازیگر اهل بریتانیا بود. وی بین سال‌های ۱۹۶۰ تا ۱۹۸۷ میلادی فعالیت می‌کرد.
از فیلم‌ها یا برنامه‌های تلویزیونی که وی در آن نقش داشته است، می‌توان به مردی برای تمام فصول، پلنگ صورتی دوباره ضربه می‌زند، دنیای دن کامیلو و سلطان سرخ اشاره کرد.